# Autumn Breeze
『Autumn Breeze』（オータム・ブリーズ）は、八反安未果の1枚目のスタジオ・アルバム。

## 解説
デビューから9ヶ月でのアルバムとなった。

## 収録曲
作詞・作曲：伊秩弘将／編曲：水島康貴（特記以外）
1. 星のイリュージョン
2. Miss You 〜忘れないで〜
  - 1枚目のシングル。
  - フジテレビ系ドラマ「板橋マダムス」挿入歌
  - テレビ朝日系「雛かっぱ〜」エンディング・テーマ
3. Autumn Breeze
4. mine
5. SHOOTING STAR
  - 作詞：HIMW・伊秩弘将
  - 3枚目のシングル。
  - TBS系ドラマ「L×I×V×E」主題歌
6. Holiday in the Park
7. Another World
8. EVEの結末
9. Darlin,Good Morning
10. 彼氏
11. シーズンオフ
12. Your Love
  - 2枚目のシングル。
  - 日本テレビ系「FUN」エンディング・テーマ